# 迈克尔·帕林
迈克尔·爱德华·帕林爵士，KCMG，CBE，FRGS（英語：Sir Michael Edward Palin，1943年5月5日—）是一位英国喜剧家、演员、编剧和电视节目主持人。他是英国喜剧团体蒙提·派森的六名成员之一，还曾制作过众多的旅行紀錄片。